# Peder Als
Peder Als (n. 16 mai 1725, Copenhaga, Danemarca – d. 8 iulie 1776, Copenhaga, Danemarca) a fost un pictor danez fiind axat pe scene istorice și pe portrete.

## Viața
Als s-a născut la Copenhaga în 1725 și a studiat sub îndrumarea lui Carl Gustaf Pilo⁠(d) al cărui stil a avut o influență considerabilă asupra lui. Prima dată a atras atenția în 1743, când a vândut regelui Danemarcei un tablou cu subiect biblic.
A urmat cursurile Kunstakademiet (Academia Regală Daneză de Arte Frumoase) și, pe când se afla acolo, a câștigat recunoașterea ca portretist cu o serie de picturi cu cavaleri din ordinul Dannebrog. A câștigat medalia de aur a academiei în 1755 și a călătorit la Roma și Paris în 1757–62. La Roma a intrat la școala lui Anton Raphael Mengs, care a devenit o altă influență puternică asupra lui. Și-a petrecut cea mai mare parte a timpului la Roma copiind tablourile lui Rafael și Andrea del Sarto, ceea ce se spune că a făcut cu mare acuratețe. El a copiat, de asemenea, picturile lui Correggio și Tizian.
La întoarcerea sa în Danemarca a pictat câteva portrete bune; dar culoarea lui era prea sumbră pentru a da un efect plăcut tablourilor cu femei, iar munca lui era adesea atât de laborioasă încât era lipsită de orice animație. A devenit membru al Kunstakademiet în 1764 și profesor la Kunstakademiet în 1766. A murit în 1775.
Pe lângă pictura în ulei, a lucrat și în pastel și a realizat câteva miniaturi.

## Galerie

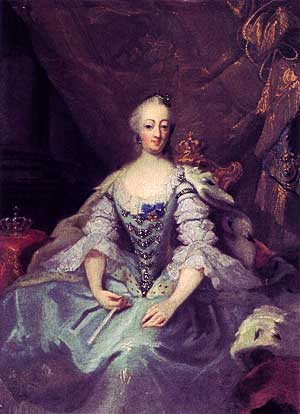
Sophia Magdalena din Danemarca
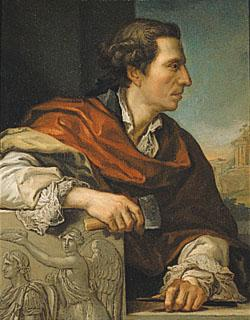
Johannes Wiedewelt⁠(d), 1766
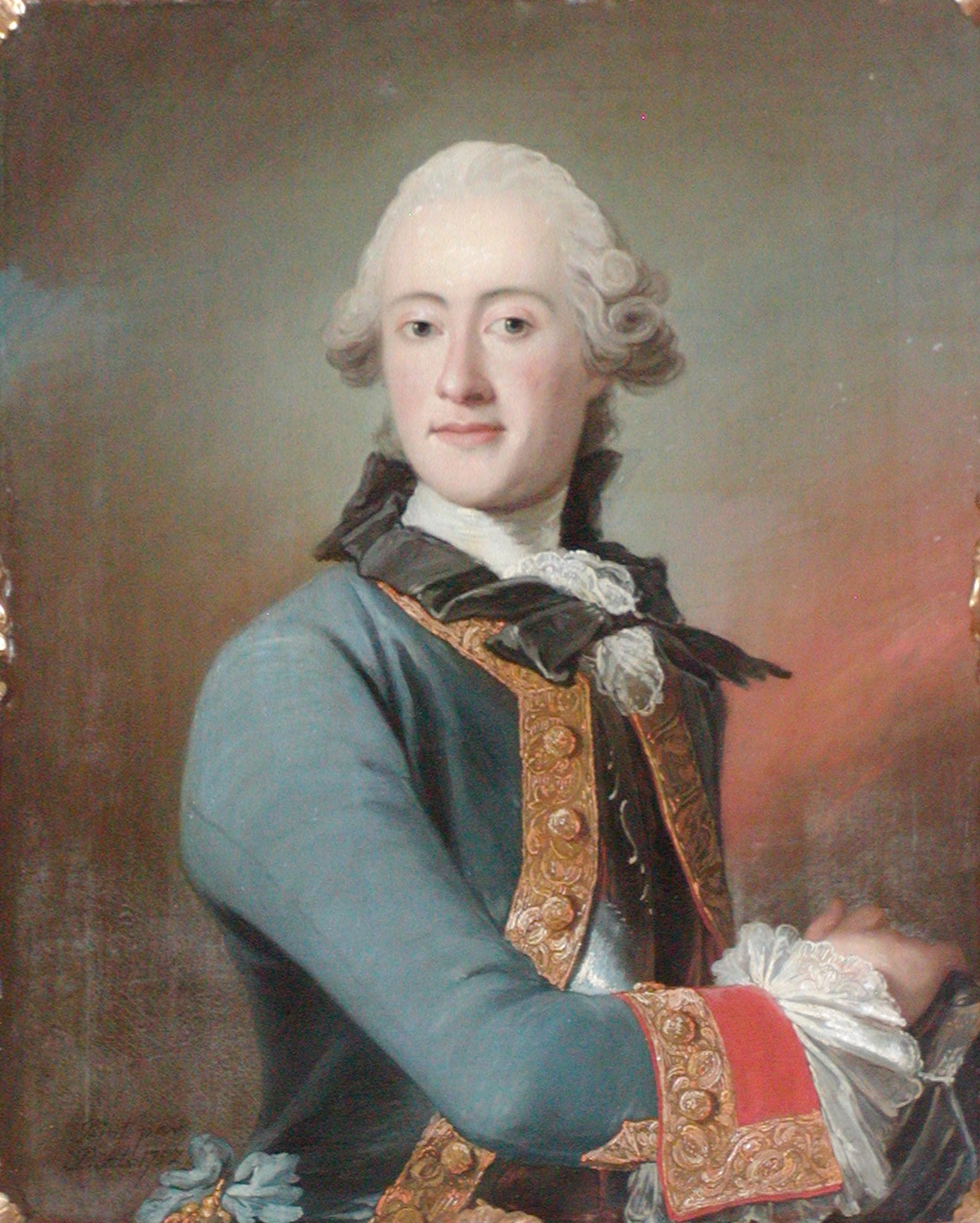
Frederik Christian Kaas⁠(d)
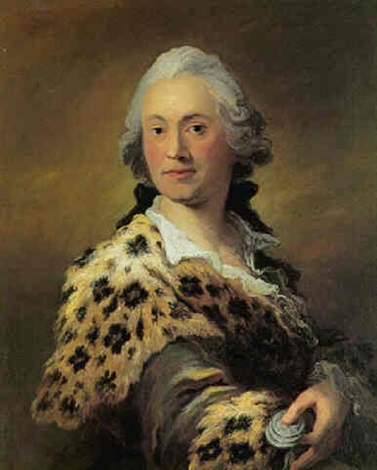
Peter Christian Winsløw⁠(d)